# Tadeus Calinca
Tadeus Calinca (Xàtiva, Costera, 1968) és un dramaturg valencià. S'inicià en l'escriptura teatral a final dels anys huitanta. No es donaria a conéixer, però, fins al 1995 amb la seua obra El Gran Paulo.
El monòleg Phöebon es va estrenar el 1999 amb Elies Barberà com a actor, dirigit per Víctor Torres. Posteriorment es va publicar, amb un estudi crític de Josep Lluís Sirera. És amb aquesta obra que l'autor va utilitzar per primera vegada el seu pseudònim literari, abans havia signat com Jesús Sanchis Calabuig. L'any 2004, El genet blau va ser publicat per l'Editorial 3 i 4 en l'antologia Teatre valencià contemporani. Altres obres publicades de l'autor són els monòlegs Hipnosi (2001), Piero Mancini (2002), Esquerdes en la paret (2005) i Les lletres (2008), i les obres Monte Alma (2016) i Principes Mundi (2018).

## Teatre
- Monte Alma (Alupa Editorial, 2016)
- Principes Mundi (Alupa Editorial, 2018)